# درو ييتس
درو ييتس (بالإنجليزية: Drew Yates)‏ (14 مايو 1988 في الولايات المتحدة - ) هو لاعب كرة قدم أمريكي في مركز الوسط. شارك مع منتخب الولايات المتحدة تحت 17 سنة لكرة القدم. أما مع النوادي، فقد لعب مع Tampa Bay Rowdies ‏ وCharlotte Eagles ‏ وAustin Aztex ‏ ونادي بان.

## وصلات خارجية
- درو ييتس على موقع قاعدة بيانات كرة القدم.إي يو (الإنجليزية)